# フォー・ブラザーズ/狼たちの誓い
『フォー・ブラザーズ/狼たちの誓い』 （原題: Four Brothers）は、2005年のアメリカのアクション映画。1965年に公開されたジョン・ウェイン主演の『エルダー兄弟』をリメイクした作品。

## キャスト
※括弧内は日本語吹替
- ボビー・マーサー - マーク・ウォールバーグ（桐本琢也）

四兄弟の長男。
- エンジェル・マーサー - タイリース・ギブソン（楠大典）

四兄弟の次男。
- ジェリー・マーサー - アンドレ・ベンジャミン（西凜太朗）

四兄弟の三男。
- ジャック・マーサー - ギャレット・ヘドランド（谷山紀章）

四兄弟の末っ子。
- グリーン警部 - テレンス・ハワード（田中正彦）

四兄弟と顔馴染みの刑事。
- ファウラー刑事 - ジョシュ・チャールズ（加藤亮夫）

グリーンの相棒。
- ソフィー - ソフィア・ヴェルガラ（北西純子）

エンジェルの恋人。
- エヴリン・マーサー - フィオヌラ・フラナガン（翠準子）

四兄弟の義母。
- ヴィクター・スウィート - キウェテル・イジョフォー（山野井仁）

町を陰で牛耳る実力者。
- カミール・マーサー - タラジ・P・ヘンソン（津川祝子）

ジェリーの妻。
- ダグラス議員 - バリー・シャバカ・ヘンリー（島香裕）